# Pengő

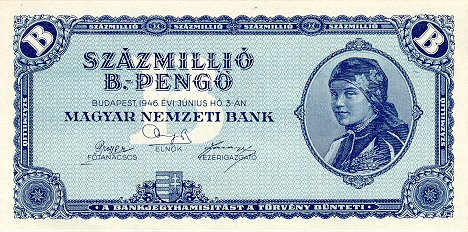
Banknot o nominale 100 milionów b.-pengő (b.-pengő = bilion pengő), wprowadzony w okresie hiperinflacji

Pengő (z węg. brzęczący) – dawna waluta na Węgrzech, wprowadzona w 1926 roku w miejsce korony węgierskiej, a zastąpiona w roku 1946 przez forinta, z powodu rekordowej hiperinflacji, wynoszącej w szczytowym okresie około 400% dziennie (co, mając na uwadze postęp geometryczny, dawało astronomiczną liczbę 41,9 biliardów procent miesięcznie).
Gdy ostatecznie zastąpiono pengő forintem, najwyższy nominał miał wartość 100 000 000 000 000 000 000 (sto trylionów, choć przygotowany do wprowadzenia był nominał 10-krotnie większy), zaś za przelicznik przyjęto stosunek 1 forint: 400 000 000 000 000 000 000 000 000 000 (czterysta kwadryliardów) pengő.
Dzielił się na 100 fillérów.
Przed II wojną światową wyemitowano następujące banknoty:
- 1 marca 1926 – 5, 10, 20, 50, 100 i 1000 pengő
- 1 lipca 1927 – 1000 pengő
- 1 sierpnia 1928 – 5 pengő
- 1 lutego 1929 – 10 pengő
- 2 stycznia 1930 – 20 pengő
- 1 lipca 1930 – 100 pengő
- 1 października 1932 – 50 pengő

| Data                 | Pengő                     |
| -------------------- | ------------------------- |
| 1 stycznia 1927      | 5,00                      |
| 31 grudnia 1937      | 5,40                      |
| 31 marca 1941        | 5,06                      |
| 30 czerwca 1944      | 33,51                     |
| 31 sierpnia 1945     | 1320                      |
| 31 października 1945 | 8200                      |
| 30 listopada 1945    | 108 000                   |
| 31 grudnia 1945      | 128 000                   |
| 31 stycznia 1946     | 795 000                   |
| 31 marca 1946        | 1 750 000                 |
| 30 kwietnia 1946     | 59 000 000 000 (5,9×1010) |
| 31 maja 1946         | 4,2×1016                  |
| 31 lipca 1946        | 4,6×1029                  |

## Adópengő

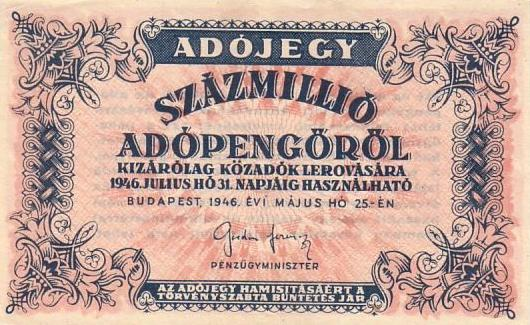
100 milionów adópengő (2×10^29 pengő pod koniec lipca 1946 r.; 50 nowych fillérów)

Adópengő było jednostką wprowadzoną w okresie hiperinflacji. Początkowo miało być używane tylko do celów związanych z księgowością, a w maju 1946 r. stało się środkiem płatniczym. Później wartość pengő spadła tak bardzo, że adópengő zostało jedynym prawnym środkiem płatniczym.
| Data            | Pengő               |
| --------------- | ------------------- |
| 1 stycznia 1946 | 1                   |
| 1 lutego 1946   | 1.7                 |
| 1 marca 1946    | 10                  |
| 1 kwietnia 1946 | 44                  |
| 1 maja 1946     | 630                 |
| 1 czerwca 1946  | 160 000             |
| 1 lipca 1946    | 7 500 000 (7,5×109) |
| 10 lipca 1946   | 2 000 (2×1021)      |